# 松原凛
松原 凛（まつばら りん、1998年2月17日 - ）は、日本の俳優。山口県下関市出身。ジャパンアクションエンタープライズ所属。

## 人物
- 特技はパルクール、アクロバット。また剣道二段の持ち主である。
- スキューバダイビングCカードの資格を持つ。
- 中学3年生の時に友人と「バク転をしよう！」という話になり、YouTubeで動画を見て研究した結果バク転が出来るようになった。もっと上を目指そうと思っていた時にパルクールの動画を見つけたことがパルクールを始めたきっかけである[3]。
- 目指している人物は日本初のパルクールアスリートであるZEN。

## 出演

### 舞台
2018年
- ハイパープロジェクション演劇「ハイキュー！！」“はじまりの巨人”（4月28日 - 6月17日、日本青年館 他） - 土湯新 役
- 新作歌舞伎「NARUTO」（8月4日 - 27日、新橋演舞場） - アンサンブル

2019年
- 滝沢歌舞伎ZERO（2月3日 - 25日、南座） - アンサンブル
- 「僕のヒーローアカデミア」The “Ultra” Stage（4月12日 - 21日、天王洲 銀河劇場 / 4月26日 - 29日、サンケイホールブリーゼ） - 常闇踏陰 役
- ヨルハ Ver1.3a（7月4日 - 7日、サンシャイン劇場 / 7月11日 - 14日、サンケイホールブリーゼ） - アネモネ 役
- 大正浪漫探偵譚 -万華鏡への招待状-（9月11日 - 16日、あうるすぽっと） - とりぃ 役
- 秋声のリフレイン（10月16日 - 20日、コフレリオ新宿シアター） - 片瀬アキオ役

2020年
- 「僕のヒーローアカデミア」The “Ultra” Stage 本物の英雄（3月6日 - 27日、ステラボール 他） - 常闇踏陰 役 ※当初は4月5日まで予定されていたが、新型コロナウィルス感染症の流行の影響で中止
- スマホ連動“ヒロイン体験 朗読劇”「特別捜査 密着24時」from 100シーンの恋+（7月5日、R‘sアートコート） - 浅野修介 役
- 真・三國無双 ～赤壁の戦い IF～（8月20日 - 24日、日本青年館） - 荀攸 役

2021年
- ハッピーハードラック（3月24日 - 28日、シアターグリーン BIG TREE THEATER） - 早乙女 役
- SF時代活劇「虹色とうがらし」（8月28日 - 9月5日、あうるすぽっと） - 半蔵 役
- 「僕のヒーローアカデミア」The “Ultra” Stage 本物の英雄 PLUS ULTRA ver.（12月3日 - 26日、TOKYO DOME CITY HALL 他） - 常闇踏陰 役

2022年
- 舞台「爆剣～東京転生死合～」（2022年2月23日・24日、六行会ホール） - コンドウ 役
- 「僕のヒーローアカデミア」The “Ultra” Stage 平和の象徴（4月9日 - 5月8日、KAAT神奈川芸術劇場 ホール 他） - 常闇踏陰 役
- ミュージカル『テニスの王子様』4thシーズン 青学vs聖ルドルフ・山吹（7月5日 - 8月28日、日本青年館ホール 他） - 新渡米稲吉 役
- クラド（9月28日 - 10月2日、六行会ホール） - 進堂 役
- ソードアート・オンライン -DIVE TO STAGE-（11月8日 - 13日、東京国際フォーラム ホールC） - キリト 役

2023年
- 舞台「爆剣～東京転生死合・再戦～」（3月1日 - 5日、六行会ホール） - コンドウ 役
- 「僕のヒーローアカデミア」The “Ultra” Stage 最高のヒーロー（4月29日 - 5月21日、天王洲 銀河劇場 他） - 常闇踏陰 役
- 舞台「わたしの幸せな結婚」－帝都陸軍オクツキ奇譚－」（8月11日 - 20日、シアター1010） - 氷輪 役
- 2.5次元ナビ！シアターVol.2〜Show Must Go On〜（11月8日 - 12日、シアター・アルファ東京）

2024年
- ミュージカル「悪ノ娘」（3月13日 - 17日、こくみん共済 coop ホール/スペース・ゼロ） - ミナージュ 役
- 「ワールドトリガー the Stage」ガロプラ迎撃編（10月25日 - 11月24日、シアターH 他） - 若村麓郎 役

2025年
- ミュージカル「忍たま乱太郎」第15弾 走れ四年生！ 戦え六年生！ 〜閻魔岳を駆け抜けろ〜（5月23日 - 6月15日、東京ドームシティ シアターGロッソ 他） - 山田利吉 役
- 舞台「スタンドマイヒーローズ」（9月3日 - 14日〈予定〉、シアターサンモール） - 神楽亜貴 役

### テレビ番組
- 仮面ライダーシリーズ（テレビ朝日）
  - 仮面ライダーエグゼイド（2016年 - 2017年） - アクションクルー
  - 仮面ライダービルド（2017年 - 2018年）
  - 仮面ライダージオウ（2018年 - 2019年）
  - 仮面ライダーゼロワン（2019年 - 2020年）
- スーパー戦隊シリーズ（テレビ朝日）
  - 宇宙戦隊キュウレンジャー（2017年 - 2018年） - アクションクルー
  - 快盗戦隊ルパンレンジャーVS警察戦隊パトレンジャー（2018年 - 2019年）
  - 騎士竜戦隊リュウソウジャー（2019年 - 2020年）
  - 機界戦隊ゼンカイジャー（2021年）

### 映画
- 仮面ライダーシリーズ（東映）
  - 仮面ライダー平成ジェネレーションズ FINAL ビルド&エグゼイドwithレジェンドライダー（2017年12月9日公開）
  - 平成仮面ライダー20作記念 仮面ライダー平成ジェネレーションズ FOREVER（2018年12月22日公開）
  - 劇場版 仮面ライダージオウ Over Quartzer（2019年7月26日公開）
- パンク侍、斬られて候（2018年6月30日公開、東映） - アクションクルー
- セイバー+ゼンカイジャー スーパーヒーロー戦記（2021年7月22日公開、東映）
- スーパー戦闘 純烈ジャー 追い焚き☆御免（2022年9月1日公開、東映）[27]

### Vシネマ
- スーパー戦隊シリーズ
  - 炎神戦隊ゴーオンジャー 10 YEARS GRANDPRIX（2018年）
  - ルパンレンジャーVSパトレンジャーVSキュウレンジャー（2019年）
- 仮面ライダーエグゼイド トリロジー アナザー・エンディング（2018年）
  - Part.III 仮面ライダーゲンムVS仮面ライダーレーザー

### 写真集
- フォトブック『Wizards Witchery』vol.4（2020年） - ヤズィード・阿南 役[28]

### イベント
- 快盗戦隊ルパンレンジャーVS警察戦隊パトレンジャー（2018年、シアターGロッソ） - パトレンX 役
- XFLAG PARK 2020「Peach Boys」（2020年10月3日・4日、オンライン開催） - 高校生（孫悟空プレイヤー） 役[29]

### その他
- ももいろクローバーZ 子供祭2017（2017年9月23日、東武動物公園） - アクション出演
- アルカラ「tonight」(2022年) - ミュージックビデオ出演